# Paradise (Teksas)
Paradise je grad u američkoj saveznoj državi Teksas. Prema popisu stanovništva iz 2010. u njemu je živjelo 441 stanovnika.